# Оттавіано Карафа
Оттавіано Карафа (італ. Ottaviano Carafa; *?, Неаполь — †14 квітня 1666, Рим) — італійський єпископ, церковний адміністратор.

## Життєпис
Походив з відомої неаполітанської родини Карафа. Референдарій Трибуналів Апостольської сиґнатури милості та справедливості. Губернатор Марке, Перуджі і Чезени. У зв'язку з призначенням віцегерентом Риму став архієпископом in partibus Патр 19 квітня 1660. На своїй посаді провадив політику папи Олександра VII щодо євреїв, особливо ту що стосувалась релігійної сфери та привілеїв неофітських братств. Посаду віцегерента займав до самої смерті у 1666.